# Феррейра, Абел
Абел Фернанду Морейра Феррейра (порт. Abel Fernando Moreira Ferreira; 22 декабря 1978, Пенафиел) — португальский футболист, защитник. Главный тренер клуба «Палмейрас».

## Карьера

### Игровая
Абел Феррейра начал карьеру в клубе «Пенафиел». С 1997 года он выступал за основной состав команды, за который провёл 63 матча и забил 4 гола. В 2000 году Абел перешёл в «Виторию» (Гимарайнш), в составе которой дебютировал в Лиге Сагриш. Затем он выступал за «Брагу».
В январе 2006 года Абел был арендован лиссабонским «Спортингом», который отдал «Браге» бразильца Вендера. По окончании сезона «Спортинг» выкупил контракт Абела.
В сезоне 2007/08 Абел забил гол в ворота «Манчестер Юнайтед» в матче Лиги чемпионов, проигранном 1:2. Также он был вызван в состав сборной Португалии, но на поле не выходил. В мае 2008 года контракт с защитником был продлён до 2011 года.
В сезоне 2008/09 Абел конкурировал за место в составе с бразильцем Педро Силвой. Эта конкуренция усилилась с покупкой в январе 2010 года Жуана Перейры.

### Тренерская
26 апреля 2017 года Феррейра стал главным тренером клуба «Брага», заменив на этом посту Жоржи Симана.
2 июля 2019 года он стал главным тренером греческого клуба ПАОК.
30 октября 2020 года назначен главным тренером бразильского клуба «Палмейрас». Контракт подписан до конца 2022 года. Феррейра стал 23-м иностранным тренером в истории «Палмейраса» и восьмым — европейцем. В конце января 2021 года выиграл со своей командой Кубок Либертадорес 2020 (последние матчи турнира игрались в 2021 календарном году из-за переносов, вызванных пандемией COVID-19), став третьим европейцем, которому удалось завоевать главный клубный трофей Южной Америки. 27 ноября того же года выиграл Кубок Либертадорес во второй раз.

## Достижения

### Командные
- Обладатель Кубка Португалии (2): 2007, 2008
- Обладатель Суперкубка Португалии (2): 2007, 2008
- Чемпион Бразилии (1): 2022
- Обладатель Кубка Бразилии (1): 2020
- Чемпион штата Сан-Паулу (1): 2022
- Обладатель Кубка Либертадорес (2): 2020, 2021
- Обладатель Рекопы Южной Америки (1): 2022

### Личные
- Футбольный тренер года в Южной Америке: 2021
- Обладатель Серебряного мяча Бразилии: 2022